# John McHale (joueur de baseball)
Pour les articles homonymes, voir John McHale.
John Joseph McHale (21 septembre 1921 – 17 janvier 2008) est un ancien joueur de premier but au baseball, principalement connu pour avoir été directeur-gérant de plusieurs équipes des Ligues majeures : les Tigers de Detroit, les Braves de Milwaukee (déménagés durant cette période à Atlanta) et les Expos de Montréal, dont il fut aussi le premier propriétaire, de leur entrée dans la Ligue nationale en 1968, jusqu'en 1986.

## Joueur
John McHale est né en 1921 à Détroit, dans le Michigan, aux États-Unis. Il étudie à l'Université Notre-Dame, où il joue au football américain pour les Notre Dame Fighting Irish, mais opte pour une carrière au baseball. Frappeur gaucher et lanceur droitier, McHale a joué à la position de premier-but dans les Ligues majeures de 1943 à 1945, puis de 1947 à 1948, années durant lesquelles il n'a pris part qu'à 64 parties de saison régulière, toutes avec les Tigers de Detroit. Sa moyenne au bâton en carrière est de .193. Il a été retiré trois fois en autant de présence au bâton lors de la Série mondiale de 1945, que les Tigers ont remportée devant les Cubs de Chicago.

## Directeur-gérant
McHale renonça à sa carrière de joueur et devint éventuellement directeur des opérations dans les ligues mineures, pour l'organisation des Tigers de Detroit, qui le promurent au poste de directeur-gérant du grand club en 1957. McHale n'était âgé que de 35 ans. Il se vit par la suite offrir un poste de directeur-gérant des Braves de Milwaukee, chez qui il succéda à John Quinn au printemps de 1959. Ces années furent difficiles pour les Braves, qui déménagèrent à Atlanta après la saison 1965. Lors de la première saison des Braves dans la ville d'Atlanta, McHale perdit son poste en milieu de saison et fut remplacé par Paul Richards.

## Expos de Montréal
John McHale fut brièvement l'adjoint du commissaire du baseball William Eckert, qu'il conseilla en prévision de l'expansion de la Ligue nationale, qui accueillit de nouvelles équipes en 1968, dont une première au Canada : les Expos de Montréal. Le propriétaire des Expos, Charles Bronfman (de Seagram) nomma John McHale à titre de premier président de l'histoire de la nouvelle franchise. McHale fut aussi propriétaire de l'équipe dans une proportion de 10 %. En 1978, McHale assuma aussi le rôle de directeur-gérant, qu'il conserva jusqu'en 1984, pendant une période considérée comme l'âge d'or du club, celle où les performances sur le terrain et l'affluence aux guichets étaient à leur comble. Il effectua plusieurs transactions remarquées, notamment celle qui amena le releveur Jeff Reardon à Montréal. Il prit aussi certaines décisions controversées, mais qui s'avérèrent heureuses, par exemple lorsqu'il congédia le gérant de l'équipe, Dick Williams, en pleine course au championnat en 1981, pour le remplacer par un gérant sans expérience, Jim Fanning. Les Expos remportèrent le championnat de la division Est cette année-là.
À l'issue de la saison 1984, McHale quitta son poste de directeur-gérant des Expos au profit de Murray Cook, mais demeura président jusqu'en 1986, année où il céda sa place à Claude Brochu.

## Vie personnelle
McHale a épousé la fille de l'ancien propriétaire des Tigers de Detroit, Walter Briggs. Le couple eut six enfants. L'un de leurs fils, John McHale Jr., est actuellement vice-président des Ligues majeures de baseball, ayant occupé le poste de président des Tigers durant six ans, en plus de participer, tout comme son père, à la naissance d'une équipe d'expansion (les Rockies du Colorado, qui se sont joints à la Ligue Nationale en 1993).
John McHale est décédé le 17 janvier 2008 à Stuart, en Floride, aux États-Unis, à l'âge de 86 ans.